# Бекетов Андрій Миколайович
Андрі́й Микола́йович Беке́тов (нар. 26 листопада (8 грудня) 1825, селище Алфьоровка, нині Нова Бекетовка Пензенської області Росії — 1 (14) липня 1902, м. Шахматово, нині Московської області Росії) — український і російський ботанік, громадський діяч. Дід Олександра Блока.

## Біографічні дані
1849 року закінчив Казанський університет. В період 1858—1861 років очолював кафедру ботаніки у Харківському університеті. Згодом в 1861—1897 роках викладав у Петербурзькому університеті, 1876—1883 — його ректор.
Член-кореспондент (від 1891) і почесний член (від 1895) Петербурзької академії наук.

## Наукові досягнення
Бекетов — один з основоположників експериментальної морфології і географії рослин в Росії. У наукових працях надавав вирішального значення впливу зовнішніх факторів при видоутворенні. Одну з праць Бекетова присвячено флорі Катеринославської губернії (1885), в якій описано понад 1000 видів. Бекетов написав кілька підручників і багато науково-популярних праць, був ініціатором багатьох з'їздів російських природознавців і лікарів.
До вихованців Бекетова належать ботаніки Климент Аркадійович Тімірязєв, Володимир Леонтійович Комаров та ін.

## Вибрані праці
- Курс ботаники для университетских слушателей. — Издание 2. — Санкт-Петербург, 1889.
- Учебник ботаники. — Издание 2. — Санкт-Петербург, 1897.
- География растений. — Санкт-Петербург, 1896.

## Цікавий факт
- Андрій Миколайович був вегетаріанцем, у 1878 році опублікував статтю «Питание человека в его настоящем и будущем» — перша публікація російською мовою про вегетаріанство, вважають, що саме його стаття остаточно переконала Толстого відмовитися від м'яса.[7]